# 원자주의

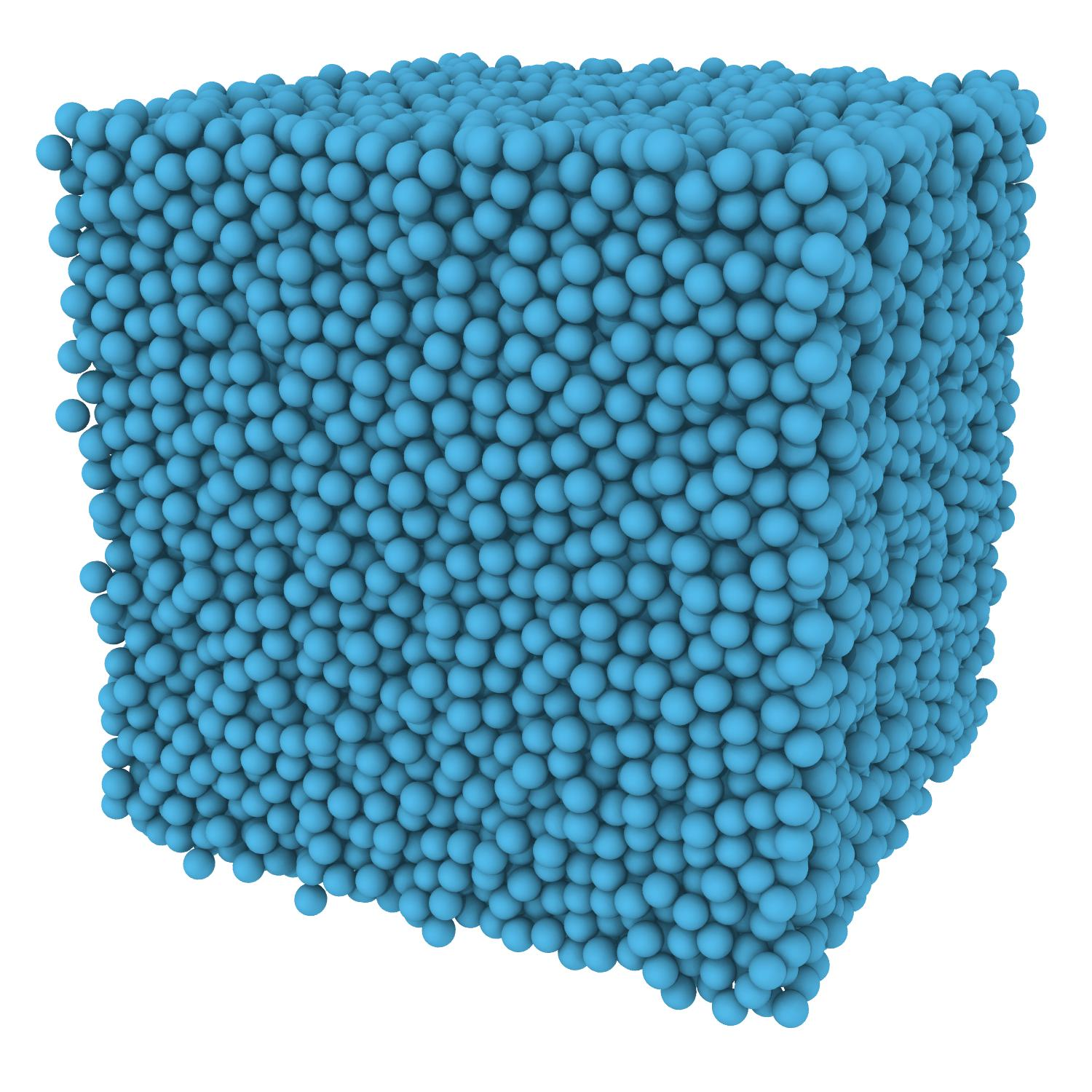

원자주의(原子主義, atomism)는 "모든 물질은 매우 작은, 분할 불가능한 입자 (Atom, 원자)로 구성되어 있다"는 사상이다.

## 고대 그리스의 원자주의
고대 그리스에서는, 우선 물체는 한없이 분할될 수 있는 구성요소 '스페르마타'보다 완성되었다고 상정한 이오니아 학파의 아낙사고라스가 논의에 착수했다. 이에 대해서 사제 관계에 있는 레우키포스, 데모크리토스, 에피쿠로스들의 일파가, 불가분의 입자인 원자가 물질을 구성하는 최소단위이라는 원자주의를 주창했다.
고대 그리스의 원자주의는 넓게 사람들에게 받아 들여졌다고는 말하기 어렵고, 그 후 2000년 만큼, 유럽에서는 대부분의 사람들에게서는 잊혀진 생각이 되고 있었다.

## 이슬람의 원자주의
이슬람 이론 신학 (kalam)에서는 일부의 예외를 제외하고, 존재론의 기초를 원자주의에 뒀다고 여겨진다. Jawhar fard라는 것이 Juz' la yatajazza'u (= 이미 그 이상 분할할 수 없는 부분)로 여겨져 원자에 상당한다.
다만, 존재의 또 하나의 단위로서 '우유 (偶有, arad)'가 있어, 원자는 항상 우유와 결합되고 있어 우유와 원자는 신에 의해서 만들어진 다음 순간에는 소멸한다고 한다. Jawhar fard가 결합하고, 이른바 물체를 구성하고 있어, 물체 (원자)의 변화는 모두 신이 만드는 우유에 의해서 설명되어 물체 상호의 관계는 부정되고 있다.
이슬람의 원자주의에서는 (서양의 원자주의와 같이 세계를 기계론적으로 설명하려고는 하지 않고), 세계에 생성성 (muhdath)이 있어, 세계를 생성시키고 있는 것은 신이며, 신이 세계를 직접 지배하고 있다고 설명하고 있다.
다만, 그 설명의 방법에는 여러 가지 타입이 있어, 애슈리파는 우유성의 지속을 일절 인정하지 않고, 모든 원자의 결합이나 분리, 생성, 변화는 신의 창조 행위와 연결된다고 설명하는데 비해, 무타지라파는 예외적으로 얼마인가 우유성이 지속한다는 것으로, 인간의 행위의 선택 가능성이나, 자연계의 질서를 인정했다.
공간의 구조에 대해서는, 그것이 연속적인가, 혹은 원자와 같은 최소단위가 있는지 논의가 있었지만, 후자 쪽이 우세했다. 또, 진공에 대해서는, 존재를 인정하는 논의로 인정하지 않는 논의의 양쪽 모두가 있었다.
이슬람의 원자주의의 기원에 대해서는, 고대 그리스 기원설, 인도 기원설, 독립의 발생이라는 설 등이 있어, 분명한 것은 모른다.

## 서구 근대의 원자주의
데카르트 등은 "원자" 등이라는 개념을 채용했을 경우, 그것이 왜 불가분인가라는 물음에 답하는 것은 불가능이라고 판단해, 입자는 모두 분할 가능하다고 했다 (원자주의의 부정).
16세기 이후, 화학이 진보해, 라보아제, 돌톤 등에 의해 물질의 구성요소로서 원소 개념이 제창되었다.
하지만, 20세기 초두가 되어도, 과학자의 주류파·다수파는 물질에 (중간 단위로도) 구성 단위가 존재한다는 설은 의심스러운 것이라고 보고 있어 일반의 사람들도 포함해, Atom라는 단위가 존재한다고는 생각하지 않았다.
19세기 말의 전자 발견 이전의 시점에서 존재가 확인되고 있던 최소의 물체는 여과 성병원체 (후에 바이러스라고 인식된다)였다.
예를 들면, 에른스트 마하나 오스트발트 등도 실증주의의 입장으로부터, "원자"는 관측 불능인 것 등을 이유로 "원자"가 실재한다는 원자주의에는 반대해, 에너지론을 주장하고 있었다. 그리고, 원자주의의 생각에 근거해 열현상을 시도해 계산해 본 것 등을 논문류로 발표하기 시작한 젊은이 볼츠만과 격렬한 논쟁을 펼쳤다. 이 논쟁에 관해서는 아인슈타인의 1905년의 논문에 의한 브라운 운동에 관한 이론 (가설)의 제출, 및 1909년의 페랭에 의한 실험적 검증 (좌기 아인슈타인의 이론의 검증을 포함한 연구)에 의해, 단순한 도리나 이론은 아니고 어떠한 입자가 존재하면 인지되는 것에 의해서 일단 결착이 붙었다. 다만 마하는 1913년에 저서로 원자주의를 비판해, 듀엠도 1914년의 저서로 원자주의를 비판했다. 마하 듀엠이 죽은 1916년 이후는 원자주의에 반대하는 과학자는 거의 없어지고 있었다. 이 원자의 실재 증명은 전자 발견의 후였다.
그까지 반대파 쪽이 많았던 '어떠한 입자적인 단위'의 존재가 자연과학자에게 일반적으로 인정되게 된 것으로, 그것은 자연과학 분야에서 이론을 구축하기 위해서 사용할 수 있는 편리한 개념적 도구가 되었다.

## 현대의 자연과학에서의 원자주의의 후퇴, 다른 설명 체계
어떠한 입자적인 단위의 존재가 인정되어 도구로서 이용되게 되는 것과 평행하고, '분할 불가능'이라는 개념 쪽은 후퇴해 가게 되었다.
원자의 존재 자체가 아직 넓지는 인정되지 않았던 20세기 초두에서도, 즉, 물질이 밋밋하지 않고 뭔가의 단위가 있다고 자연과학자에 의해서 간신히 생각할 수 있게 되었다. 그것이 'Atom'라고 불리게 된 20세기 초두에도 원자의 존재가 실증되기 이전에 전자가 발견되고 있던 일로부터, '원자는 '부의 전하를 가진 전자'와 '정의 전하를 가진 무엇인가'로 되어 있다'라는 논의가 이루어지게 되었다. 즉 하부 구조에 대한 논의가 시작되어 그것이 전자와 원자핵으로부터 되는 일도 거의 확실시되고 있었다. 짓궂은 일로, Atom '원자'라는 말이 간신히 과학적인 것으로서 이용되기 시작했을 무렵에는, 원의의 '분할 불가능한 최소단위'대로의 것은 아니게 되고 있었던 것이다. '원자핵의 내부 구조로서 '양성자'와 '중성자'가 존재한다'라고 생각할 수 있게 되어, 한층 더 Atom라는 개념에서는 멀어졌다. 게다가 그 후의 다양한 연구에 의해, 그 양성자나 중성자도 '분할 불가능'은 아니고 '내부 구조 (하부 구조)를 가진다'라고 되게 되었다 (후에 그 내부 구조는 '쿼크'라고 불린다).
또, 고대 원자주의나 근대의 원자주의와 같이 '어느 크기를 가지는 입자'가 물질의 기본 단위가 되어 있다는 생각과는 다른, '크기를 가지지 않는 점'에 의해서 물질이 성립하고 있다는 생각도 태어났다. 원자는 그 크기의 10만 분의 크기 밖에 없는 원자핵의 주위를 전자가 돌고 있는 것부터, 원자의 영역은 거의 공간이다. 따라서 크기가 없는 복수의 점입자가 운동하는 유한의 영역이 중성자의 영역이며, 점입자로부터 유한의 크기의 물질이 구성된다는 생각은 가능해졌다. 무엇보다 수학상은 무한소의 점이 무한하게 모여 유한의 크기가 될 생각도 가능하지만, 무한의 점입자를 모으는 것보다, 점입자의 운동 영역에 의한 유한 거물질의 구성의 생각 쪽이 현실적이다.
또, 프란크는 입자설에 의한 곤란을 회피하기 위해서, 공간의 측에 최소단위가 있다는 생각 (플랑크 길이)을 발표했다.
현재는, "원자"의 내부 구조는, 세계적으로는, 'subatomic particles' 등으로 불리고 있다. 즉, "분할할 수 없다"라는, 근거가 애매한 개념은 이용하는 것을 신중하게 피하고 있다.
subatomic particles에는 몇 개의 타입이 있다고 여겨져 양성자나 중성자는 강입자로서 묶여 있다. 2009년 경입자와 쿼크가 발견되고 있는 가운데는 최소의 구성요소이라고도 되고 있다. 또, 현대에도 장에 대한 이론이나 가설을 설명할 때, 상대가 일반인인 경우에 '장'이라는 용어를 피하고, 과학으로서는 별로 적절하지 않다고 알면서도 '입자'라는 용어를 사용하는 예도 있다. 하지만, 이미 세계의 자연과학자는 과학적이자 정식적인 언명으로서는 '이것이 최소단위다' 등으로 근거도 없이 단언하는 일은 실시하지 않는다. 렙톤이나 쿼크도 한 층 더 내부 구조가 발견될 가능성이 있다고 생각하고 있다. 사카타 쇼이치는 물질의 하부 구조는 무한하게 계속 된다는 무한 계층론을 제창했다.
또, 초끈이론에서는 벌써, 모든 subatomic particles는 유한한 크기를 가지는 '건어물 진동 상태'가 되고 있다. 무엇보다, 초끈이론을 지지하는 입장에서, 이 끈이 물질의 최소단위이라는 주장은 되지 않고 (끈이 중간 단위일 가능성은 긍정도 부정도 되어 있지 않다), 예를 들면 '끈 조성은 무엇인가. 끈 내부 구조는 있는지?'라는 논의를 세우는 일은 가능하다. 일반적으로 현대의 물리학자는 어떠한 입장이든, 정식의 논문으로 '최소단위라면 검증되었다' 등으로는 단언하고 있지 않다.

## 문헌
- '볼츠만의 원자'

## 같이 보기
- 제거적 유물론
- 제일원리
- 화학사
- 물리주의
- 과정철학